# Franck Perrot
Franck Perrot (Moûtiers, 7 febbraio 1972) è un ex biatleta francese.

## Biografia
In Coppa del Mondo ottenne il primo risultato di rilievo il 17 dicembre 1992 a Pokljuka (80°) e il miglior piazzamento l'8 dicembre 1994 a Bad Gastein (4°). In carriera prese parte a un'edizione dei Giochi olimpici invernali, Lillehammer 1994 (47° nell'individuale), e a tre dei Campionati mondiali, vincendo una medaglia.
È marito di Tone Marit Oftedal e padre di Éric, a loro volta biatleti.

## Palmarès

### Mondiali
- 1 medaglia:
  - 1 bronzo (gara a squadre[3] ad Anterselva 1995)

### Coppa del Mondo
- Miglior piazzamento in classifica generale: 25º nel 1996